# 血液型 (专辑)
血液型（俄语：Группа крови) 是苏联摇滚乐队电影乐队在1988年发行的第六张录音室专辑。这张专辑与该乐队主唱维克多·崔主演的犯罪惊悚片《针》 （羅馬化：Igla）同年发行。
这张专辑发行后受到了评论家们的高度赞扬，一直被认为是俄罗斯音乐史上的一个重要里程碑。 1999年，俄罗斯我们的电台公布了“20世纪俄罗斯摇滚最佳歌曲100首”名单，包括了这张专辑的几首歌曲，并将歌曲《血液型》评为第一名。 2007年，滚石杂志的编辑将歌曲《血液型》列入“改变世界的40首歌曲”名单中。

## 背景
1985年底，贝斯手亚历山大·季托夫 （也是水族馆乐队的成员）离开了电影乐队 ，因为他无法应付在两个乐队同时工作。季托夫选择只留在水族馆乐队。乐队成员很少对季托夫的离开发表评论，认为他的离开在某种程度上是一种背叛。根据电影乐队鼓手格里高利·古里扬诺夫的说法，季托夫并不适合他们的团队，而且始终认为自己是水族馆的成员，仅仅作为一个来访音乐家与崔的乐队合作。 

## 发行历史
在苏联发行后，这张专辑于1989年由国会唱片公司在美国发行。  专辑的主打歌《血液型》是关于为正义而不断无私斗争的反战歌曲。应一位美国歌迷的要求，这首歌也被翻译并录制成英文。 

## 专辑封面

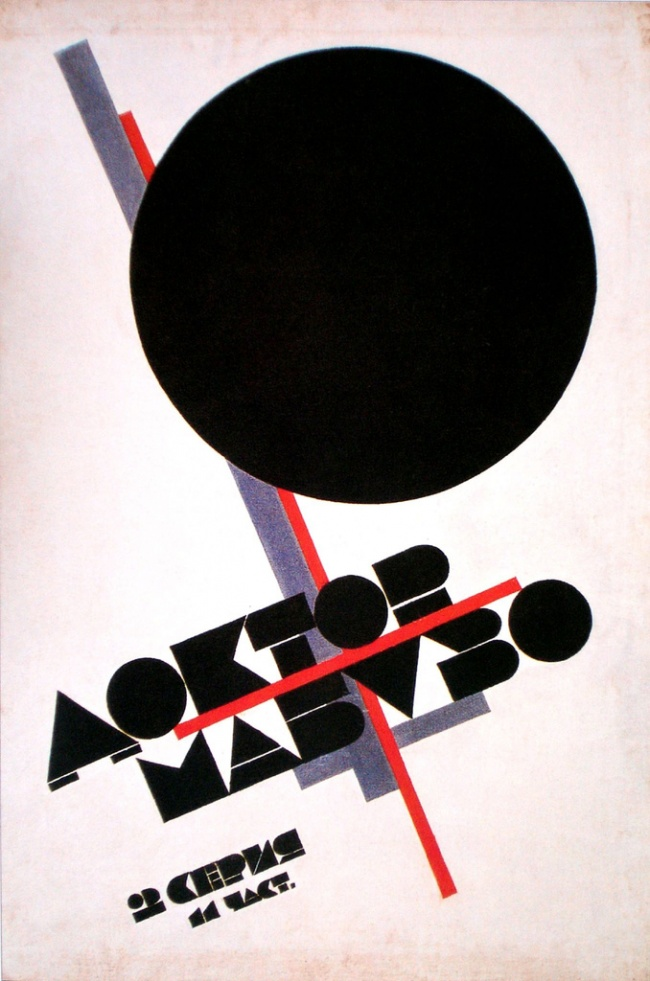
专辑封面取材于《赌徒马布斯博士》的戏剧海报。

专辑封面的设计同俄罗斯战后的先锋派和战前的至上主义运动，以及埃尔·利西茨基等艺术家的艺术十分相似。它的灵感直接来自弗里茨·朗于1922 年在俄罗斯发行的无声电影《赌徒马布斯博士》的宣传海报（德語：Dr. Mabuse, der Spieler，羅馬化：Doktor Mabuze, igrok）。

## 曲目列表
1. “Группа крови”/“血型”(4:45)
2. “Закрой за мной дверь, я ухожу”/“关上我身后的门，我要走了”(4:15)
3. “Война”/“战争”(4:04)
4. “Спокойная ночь”/“平静的夜”(6:07)
5. “Мама, мы все сошли с ума”/“妈妈，我们都疯了”(4:06)
6. “Бошетунмай”/“Boshetunmai”(4:09)
7. “В наших глазах”/“在我们眼中”(3:34)
8. “Попробуй спеть вместе со мной” / “试着和我一起唱歌” (4:35)
9. “Прохожий” /  “路人” – (3:39)
10. “Дальше действовать будем мы” / “从现在开始，轮到我们了” (3:55)
11. “Легенда” / “传奇” – (4:10)